# كومودورو
كومودورو بلدية في ولاية ماتو غروسو في المنطقة الوسطى الغربية من البرازيل.